# Steven Jordheim
Steven Jordheim (* im 20. Jahrhundert) ist ein US-amerikanischer Saxophonist und Musikpädagoge.

## Leben und Wirken
Jordheim studierte an der Northwestern University und der University of North Dakota bei Frederick Hemke und am Centre d'arts d'Orford in Quebec bei Jean-Marie Londeix. Er war Gewinner des Concours de Genève 1983 und des internationalen Wettbewerbs der Concert Artists Guild in New York 1984.
Nach seinem Debüt an der Carnegie Hall 1985 gab er Konzerte u. a. in Italien, China, der Schweiz, Frankreich, Kanada und Taiwan. Komponisten wie David Maslanka, Rodney Rogers, Leslie Bassett, William Albright, Javier Arau, Philippe Bodin, Michael Halstenson, Joanne Metcalf, Lucie Robert-Diessel und Kenneth Schaphorst
komponierten Werke für ihn.
Seit 1981 unterrichtet Jordheim Saxophon, Kammermusik, Musikerziehung und Instrumentalpädagogik an der Musikschule der Lawrence University. 2001 erhielt er den Preis der Universität für Excellence in Teaching. 1999 wurde er als Artist in Residence an das Konservatorium von Xi’an und Solosaxophonist des Lanzhou Orchestra
nach China eingeladen.
Als Solist nahm Jordheim David Maslankas Song Book für Altsaxophon und Marimba und seine Sonata für Altsaxophon und Klavier auf Platte auf, als Dirigent Rodney Rogers’ Two Views für Saxophonensemble, Perkussion, Klavier und Kontrabass.
| Personendaten    | Personendaten                                   |
| ---------------- | ----------------------------------------------- |
| NAME             | Jordheim, Steven                                |
| KURZBESCHREIBUNG | US-amerikanischer Saxophonist und Musikpädagoge |
| GEBURTSDATUM     | 20. Jahrhundert                                 |